# Finlands järnvägsmuseum
Finlands järnvägsmuseum (finska: Suomen Rautatiemuseo) ligger i Hyvinge. Det grundades 1898 i Helsingfors och flyttades till Hyvinge 1974.
Museet ligger på tidigare Hangö–Hyvinge Järnvägs stationsområde i Hyvinge. Förutom stationshuset finns där ett lokstall och flera andra k–märkta byggnader, huvudsakligen från 1870-talet. 
Ett unikt objekt i samlingen är det enda kvarvarande av de ryska tsarernas tåg. Det finns också ett brittiskt lokomotiv från Beyer, Peacock and Company från 1868 och ett från 1869, som tillverkades av Neilson and Company.

## Lokomotiv och motorvagnar i urval
| Image | Klass        | Nummer | Hjularrangement | Typ                                           | Tillverkare                                                     | Serienummer | Byggår    | Anmärkningar                                             |
| ----- | ------------ | ------ | --------------- | --------------------------------------------- | --------------------------------------------------------------- | ----------- | --------- | -------------------------------------------------------- |
|       | A5           | 58     | 4-4-0           | Ånglokomotiv                                  | Statsjärnvägarna/Helsingfors Verkstad                           | 2           | 1875      |                                                          |
|       | B1           | 9      | 0-4-2ST         | Ångväxellokomotiv                             | Beyer, Peacock and Company                                      | 846         | 1868      | Det äldsta bevarade lokomotivet i Finland                |
|       | C1           | 21     | 0-6-0           | Godsånglokomotiv                              | Neilson and Company                                             | 1427        | 1869      | Det näst äldsta bevarade lokomotivet i Finland           |
|       | C5           | 110    | 0-6-0           | Godsånglokomotiv                              | Hanomag                                                         | 1477        | 1882      |                                                          |
|       | Sk1          | 124    | 2-6-0           | Ånglokomotiv för både gods- och passagerartåg | Schweizerische Lokomotiv- und Maschinenfabrik                   | 405         | 1885      |                                                          |
|       | F1           | 132    | 0-4-4RT         | Passagerarånglokomotiv                        | Schweizerische Lokomotiv- und Maschinenfabrik                   | 434         | 1886      |                                                          |
|       | Vk3          | 489    | 2-6-4T          | Passagerarånglokomotiv för lokaltåg           | Tampella                                                        |             | 1909      |                                                          |
|       | Hv1          | 555    | 4-6-0           | Passagerarånglokomotiv                        | Tampella                                                        | 264         | 1915      | "                                                        |
|       | Pr1          | 776    | 2-8-2T          | Passagerarånglokomotiv för lokaltrafik        | Tampella                                                        |             | 1926      |                                                          |
|       | Sk3          | 49     | 2-6-0           | Ånglokomotiv för både gods- och passagerartåg | Tampella No 49                                                  | 400         | 1903      |                                                          |
|       | Tr1          | 1033   | 2-8-2           | Godsånglokomotiv                              | Tampella                                                        | 503         | 1941      | "                                                        |
|       | Tr1          | 1096   | 2-8-2           | Godsånglokomotiv                              | Tampella                                                        | 972         | 1957      |                                                          |
|       | Tr2          | 1319   | 2-10-0          | Tungt godsånglokomotiv                        | American Locomotive Company                                     | 75214       | 1947      |                                                          |
|       | Vk4          | 68     | 0-4-0T          | Lätt ersättningånglokomotiv                   | Borsig                                                          |             | 1910      | Det äldsta finländska bredspåriga lokomotivet i körskick |
|       | Vr1          | 669    | 0-6-0T          | Ångväxellok                                   | Hanomag,                                                        | 10264       | 1923      |                                                          |
|       | Vr3          | 755    | 0-10-0T         | Ånglokomotiv                                  | Tampella                                                        |             | 1926      | Förrådsställt                                            |
|       | Rro          | 2      |                 | Smalspårigt ånglokomotiv                      | Tampella                                                        | 230         | 1914      |                                                          |
|       | Tve2 (OTSO2) | 8      |                 | Litet ångväxellokomotiv                       | Saalasti Oy                                                     |             | 1962–1964 |                                                          |
|       | Dr12         | 2241   | C'C'            | Diesel-electric locomotive                    | Valmet / Terex                                                  |             |           |                                                          |
|       | Dr13         | 2349   | C'C'            | Dieselelektriskt lokomotiv                    | Alstom, Lokomo, Valmet                                          |             |           |                                                          |
|       | Hr11         | 1950   | B'B'            | Diesellokomotiv                               | Valmet                                                          |             | 1955      | förrådsställt                                            |
|       | Vk11         | 101    | B               | Bensin- och fotogenmotor- lokomotiv           | Bjurström AB Slipmaterial Västervik                             |             | 1930      |                                                          |
|       | Dm7          | 4020   | (1A)(A1)        | Dieseldrivet motorvagnståg                    | Valmet (under licens från Hilding Carlssons Mekaniska Verkstad) | 68          |           |                                                          |
|       | Ds1          | 1      | 1A A1           | Dieseldrivet motorvagnståg                    | VR                                                              | 3           | 1928      |                                                          |

## Bildgalleri

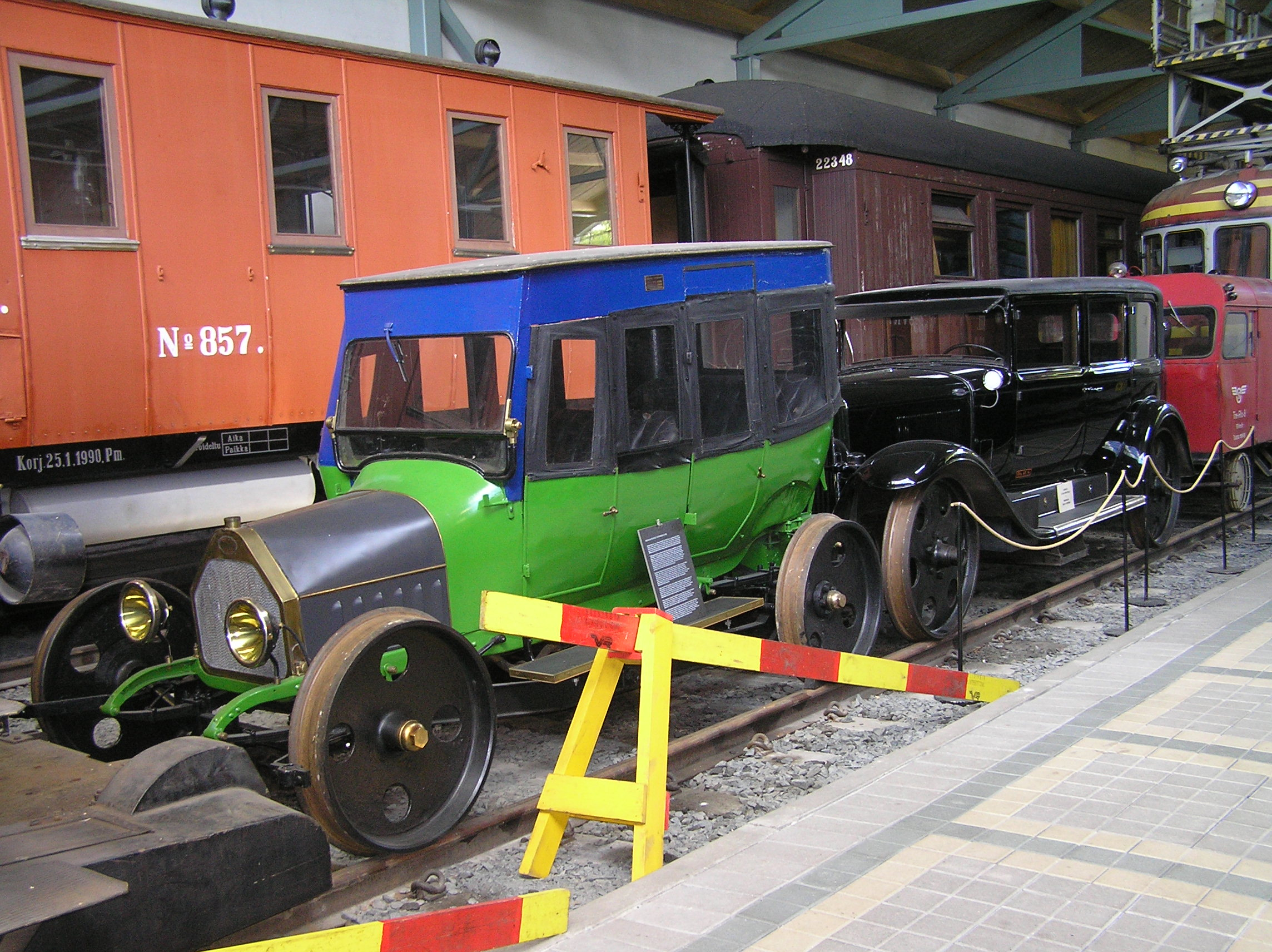
Rälsbilar: den gröna är en Fiat och den svarta en Cadillac.
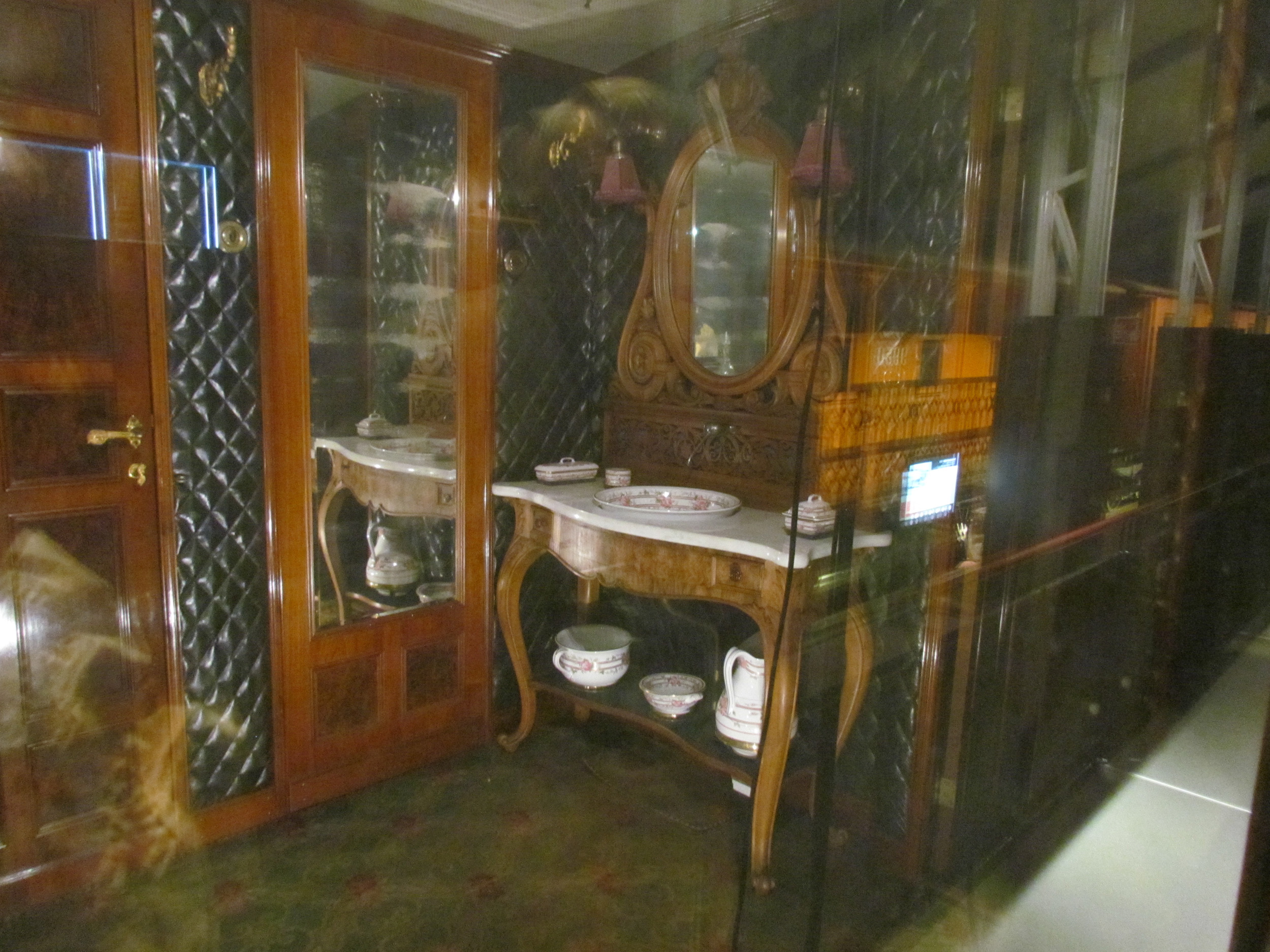
Tsar Nikolaj II:s järnvägsvagn
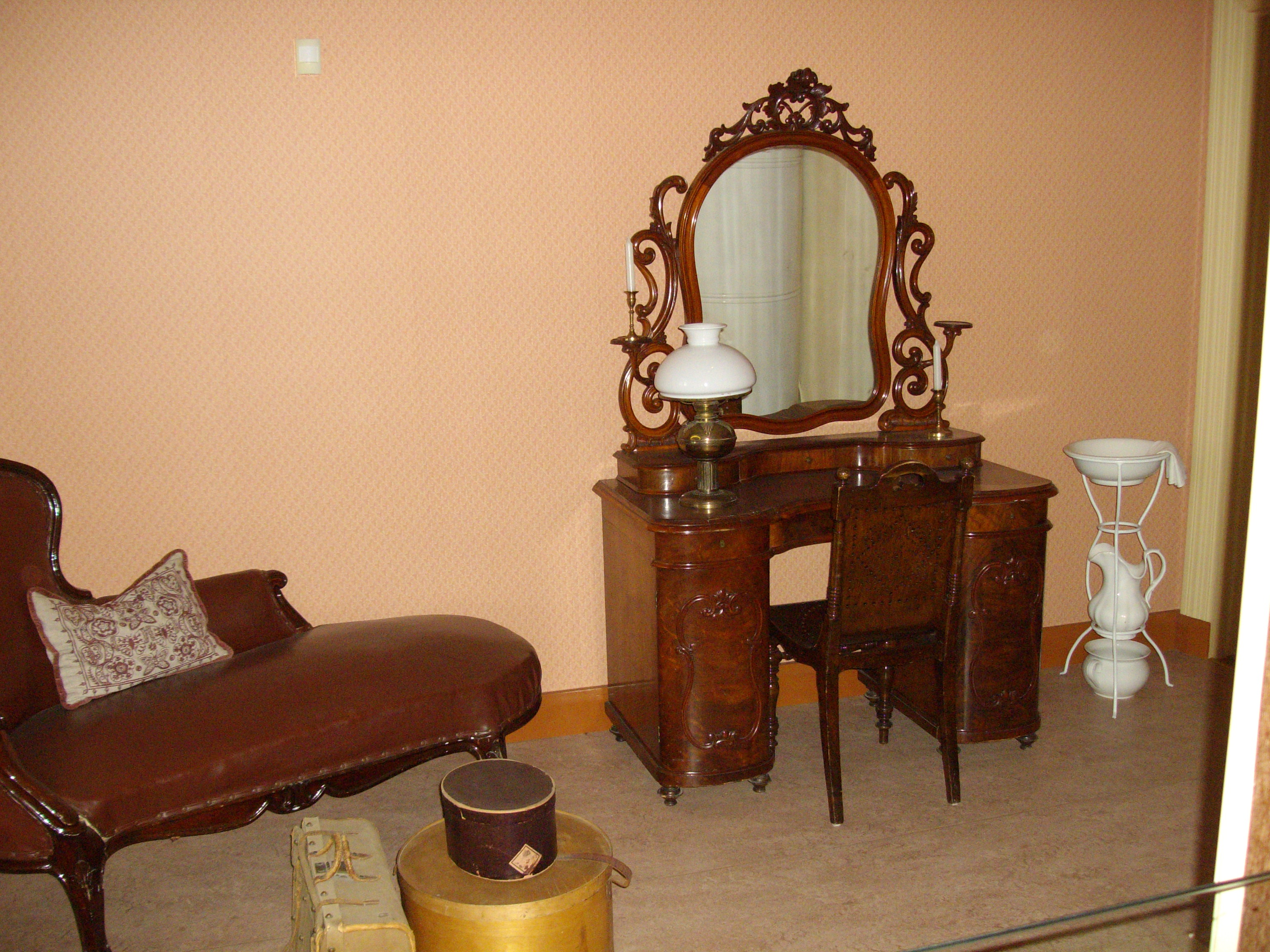
Interiör från en väntsal för damer
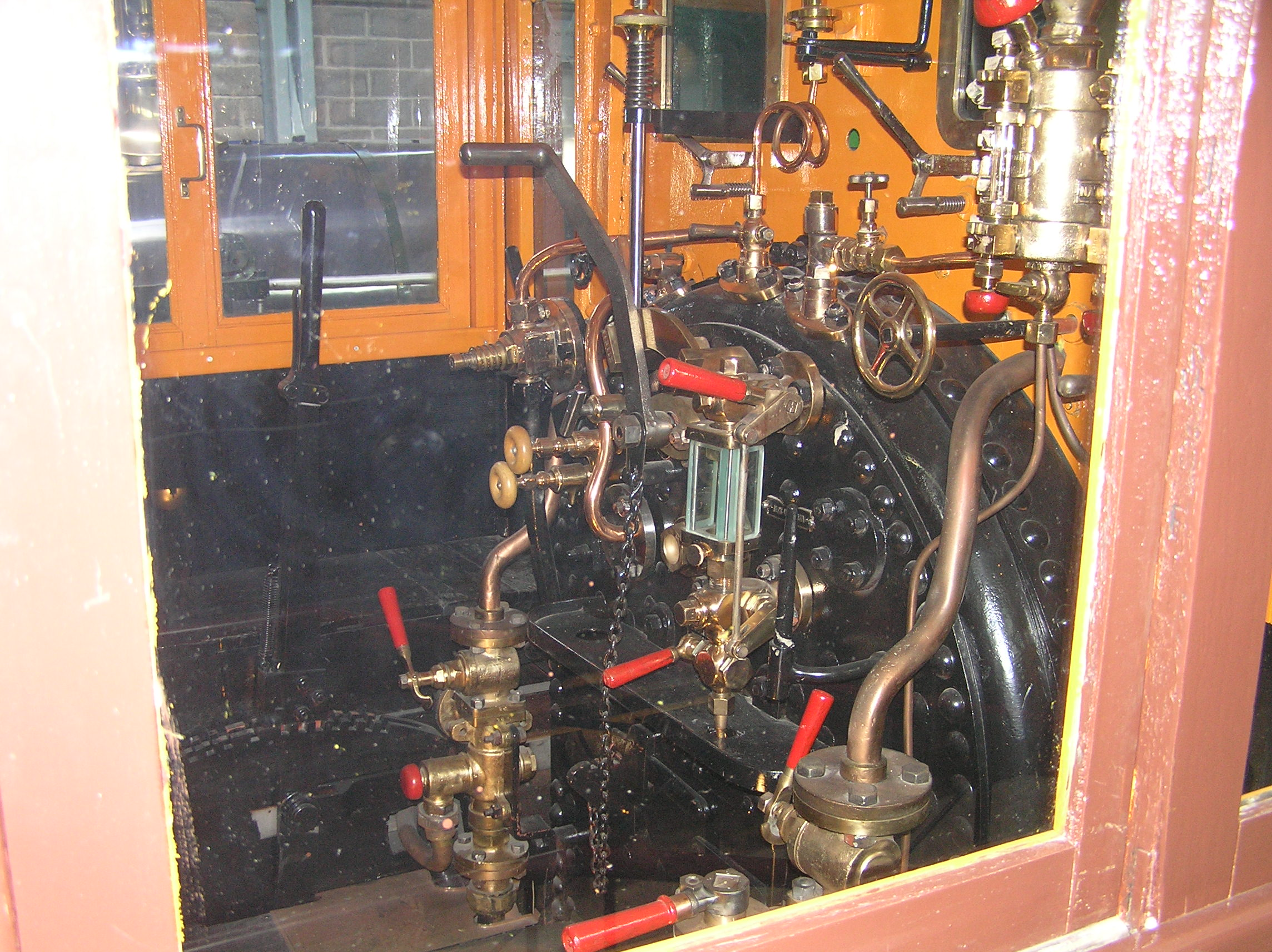
Lokförarhytten i Neilson and Company-lokomotivet på museet